# Piper opizii
Piper opizii är en pepparväxtart som först beskrevs av Carl Sigismund Kunth, och fick sitt nu gällande namn av Ernst Gottlieb von Steudel. Piper opizii ingår i släktet Piper och familjen pepparväxter. Inga underarter finns listade i Catalogue of Life.